# 266 a.C.

## Eventos
- Décimo Júnio Pera e Numério Fábio Pictor, cônsules romanos.[1]